# 아우리마스 디지발리스
아우리마스 디지발리스(리투아니아어: Aurimas Didžbalis, 1991년 6월 14일~)는 리투아니아의 역도 선수이다. 2016년 하계 올림픽 남자 미들헤비급 동메달을 획득했으며 세계 선수권 대회에서 은메달 1개, 유럽 선수권 대회에서 금메달 1개, 은메달 1개, 동메달 1개를 획득했다.